# Культурный марксизм
«Культу́рный маркси́зм» — ультраправая антисемитская теория заговора, по которой западный марксизм является основой якобы продолжающихся усилий учёных и интеллектуалов по «подрыву» западной культуры. Сторонники теории заговора утверждают, что марксисты из Франкфуртской школы состоят в заговоре с целью подрыва западного общества развязыванием культурной войны, в которой разрушаются христианские установки традиционалистского консерватизма и продвигаются либеральные культурные установки контркультуры 1960-х и мультикультурализм, прогрессивизм и политическая корректность, искажённо представляемые как политика идентичности, созданная критической теорией.
Теория заговора появилась в конце 1990-х годов в США и имеет корни в нацистском пропагандистском термине «культурбольшевизм». Хотя изначально она имела распространение только среди ультраправых, к 2010-м годам она стала частью публичного дискурса и с тех пор продвигается глобально. Эта теория заговора тесно связана с американскими религиозными палеоконсерваторами, такими как Уильям Линд, Патрик Бьюкенен и Пол Уэйрич, но также имеет распространение среди альтернативных правых, белых националистов и неореакционного движения. Учёные, исследовавшие утверждения, составляющие эту теорию заговора, заключили, что под ней нет никаких фактических оснований и она не основана ни на каком реальном тренде в среде интеллектуалов.

## Теория заговора
Джоан Браун из Университета Гонзаги формулировала основные идеи теории заговора следующим образом: якобы группе евреев-марксистов, известной как Франкфуртская школа, удалось существенным образом изменить западное общество и общественное мнение в своих интересах. Эти марксисты будто бы отказались от идеи международной революции рабочего класса и пытаются привести мир к «социализму» через медленный ползучий захват западной культуры. Распространяя свои идеи под видом «политической корректности» и «мультикультурализма», им удалось заставить «Запад» отринуть христианство, семейные и национальные ценности в пользу нового мировоззрения и системы управления, включающей в себя массовую иммиграцию, сексуальную революцию, общий нравственный и эстетический упадок. По убеждению сторонников теории, культурный марксизм уже победил: культурные марксисты уже контролируют все аспекты жизни общества, включая СМИ, образование, индустрию развлечений, экономику и органы власти. Им противостоят лишь немногие ослабленные и разрозненные защитники западных христианских ценностей.
Причиной создания идеологии культурного марксизма Патрик Бьюкенен считает несостоятельность тезиса Маркса об обнищании пролетариата, следствием этого стало стремление западных марксистов добиться власти путём разрушения традиционных для Запада ценностей:

Время показало, что все предсказания марксистов не выдержали проверки реальностью: их время пришло — и ушло. Западные рабочие, тот самый мифический пролетариат, отказались играть написанную для них революционерами роль. В чём же заключалась ошибка Маркса?

Двое современных последователей Маркса выдвигают следующую теорию. Да, Маркс ошибался: капитализм отнюдь не ведёт к обнищанию пролетариата. Наоборот, рабочий класс становится всё более зажиточным, а к революции не примкнул потому, что души людей были отравлены двухтысячелетней проповедью христианства, заслонившей от западного пролетариата его истинные классовые интересы. До тех пор пока в душе человека западного будут «гнездиться» христианство и западная культура (в совокупности представляющие собой иммунную систему капиталистического организма), — до тех пор марксизм на Западе не приживётся и революцию неизменно будут предавать те самые рабочие, на благо которых она и совершалась.— «Смерть Запада»
Предполагается, что в рамках «культурного марксизма» семейные ценности рассматриваются как реакционные и поэтому подлежащими уничтожению. Также предполагается, что в качестве бойцов культурного фронта «культурные марксисты» используют феминисток, ЛГБТ, мигрантов и «зелёных».
По мнению политолога Томаса Грумке, американские правые таким образом совершили переосмысление образа врага, так как классические сценарии красной угрозы больше не работают.

## История
Впервые фраза «культурный марксизм» стала использоваться в конце 1970-х годов для описания практик некоторых западных марксистов, которые начинали идейную эволюцию от структуралистского марксизма к более общей практике «культурного анализа».
Уэйрич впервые озвучил концепцию существования «культурного марксизма» в 1998 году на конференции в аналитическом центре Цивитас, а потом повторил эти тезисы в известном письме о культурной войне. По просьбе Уэрича Уильям С. Линд написал «Краткую историю концепции культурного марксизма»; в нём Линд определяет присутствие гомосексуалов на телевидении в качестве доказательства культурного марксистского контроля над средствами массовой информации и утверждает, что Герберт Маркузе рассматривал коалицию «чёрных, студентов, феминистских женщин и гомосексуалистов», как авангард культурной революции. После этого Линд опубликовал собственный сценарий грядущего апокалипсиса, вызванного победой «культурного марксизма».. В игровых сценариях Уэйрича и Линда «культурный марксизм» вступает в противостояние с «живым культурным консерватизмом», заключающемся в моде на прошлое, возвращение к железнодорожным системам в качестве общественного транспорта и индивидуальной аграрной культуре, смоделированной на манер амишей. Уэйрич и его протеже Эрик Хойбек позднее открыто защищали «прямой захват политических структур» движением новых традиционалистов, что нашло отражение в программной статье «Теория и практика интеграции: программа движения новых традиционалистов» подготовленной в 2001 году для Free Congress Foundation.
В 1999 году Линд руководил созданием программы под названием «Политкорректность: Франкфуртская школа». Потом частично содержание этой передачи воспроизведено Джеймсом Ягером в фильме «Культурный марксизм: коррупция Америки». В фильме ошибочно приписываются цитаты из книги Патрика Бьюкенена «Смерть Запада» самим представителям франкфуртской школы. Позднее Уильям Линд издал под своей редакцией сборник «„Political Correctness“: A Short History of an Ideology» (2004), переведённый на русский язык и опубликованный в Интернет под названием «История политической корректности».
Хайди Бейрич утверждает, что понятие культурного марксизма используется для демонизации «феминисток, гомосексуалов, светских гуманистов, мультикультуралистов, секс-педагогов, экологов, иммигрантов и чёрных националистов».
Согласно журналисту и аналитику Чипу Берлету, теория существования «культурного марксизма» нашла благодатную почву в рамках Движения чаепития, возникшего в 2009 году и издающего The American Thinker и WorldNetDaily.
Дальнейшее развитие тема существования «культурного марксизма» получило после выхода в 1992 году эссе Майкла Минницино «Новый тёмный век: Франкфуртская школа и „политкорректность“», опубликованного в журнале Fidelio Magazine Института Шиллера Там утверждалось, что Франкфуртская школа способствовала модернизму в искусстве как форме культурного пессимизма, и сформированной контркультуры 1960-х годов после движения вандерфогель.
Философ и политолог Жером Иамин отмечал: «Наряду с общемировым размахом теории заговора культурного марксизма, существует его новаторский и подлинный размах, который позволяет его авторам избегать расистских дискурсов и прикидываться защитниками демократии».
Специалист по неонацизму и ультраправым движения в Европе и США Мэттью Фельдман проследил связь терминологии с предвоенной концепцией «культурбольшевизма», определив его как часть теории вырождения, которая способствовала приходу Гитлера к власти в Германии.
В 2011 году норвежский террорист Андерс Брейвик в своём видеообращении «2083-Декларация независимости Европы», которое наряду с публикацией The Free Congress Foundation «Политкорректность: краткая история идеологии» было разослано по электронной почте 1003 адресатам за 90 минут до совершённого им террористического акта, указал, что мотивом его было защитить Норвегию от ислама и культурного марксизма. Отрывки сочинений Линда были обнаружены в манифесте Брейвика.